# Unis pour le progrès
Units per al Progrés (UP) est un parti communal andorran existant seulement dans la paroisse d'Encamp.
Il a été créé juste après les élections communales en décembre 2007.
Le parti décide de soutenir Andorra pel canvi pour les élections législatives de 2009.